# 성광원
성광원(成光元, 1945년 ~ , 충북 청주)은 대한민국의 공무원이다.

## 학력
- 1970년 : 서울대학교 사회교육학 학사
- 1985년 : 미국 캔자스주립대학교 대학원 행정학 석사
- 1991년 : 한양대학교 대학원 행정학 박사

## 경력
- 1973 : 제13회 행정고시 합격
- 1992.03 ~ 1997.12 : 건국대학교 경영대학원 강사
- 1993.03 ~ 2003.02 : 서강대학교 경영대학 겸임교수
- 1994.05 ~ 1996.12 : 법제처 경제법제국장, 행정심판국장
- 1996.12 ~ 1997.02 : 한나라당 법사전문위원
- 1997.03 ~ 2002.05 : 국무총리 행정심판위원회 상임위원
- 2000.03 ~ 2005.02 : 한국중소기업학회 부회장
- 2002.06 ~ 2003.03 : 법제처 차장
- 2003.03 ~ 2004.02 : 한국회계학회 부회장
- 2003.03 ~ 2005.01 : 국무총리 행정심판위원회 상임위원
- 2003.03 ~ 2005.01 : 법제처장
- 2005.02 : 세계종합법무법인 고문
- 2005.09 : 호서대학교, 서강대학교 초빙교수
- 2006.02 : 디앤티 경영고문

## 수상
- 1995년 : 홍조근정훈장
- 2005년 : 청조근정훈장

| 전임 김용진 | 제11대 법제처 차장 2002년 7월 2일 ~ 2003년 3월 3일 | 후임 박세진 |

| 전임 박찬주 | 제22대 법제처장 2003년 3월 3일 ~ 2005년 1월 4일 | 후임 김선욱 |